# SN 2002ah
SN 2002ah – supernowa odkryta 9 stycznia 2002 roku w galaktyce A105319+5700. W momencie odkrycia miała maksymalną jasność 24,20m.